# Walter Gates
Walter Price Gates (ur. 1 czerwca 1871 w Camberwell  w Londynie, zm. 12 lipca 1939 w Germiston) – szermierz reprezentujący Związek Południowej Afryki,  uczestnik igrzysk w Londynie w 1908 roku, gdzie startował indywidualnie w szabli i szpadzie oraz igrzysk w Sztokholmie w 1912 roku, gdzie startował indywidualnie we florecie, szabli i szpadzie.

## Występy na igrzyskach

### Turnieje indywidualne
| Igrzyska | Konkurencja | Runda I         | Ćwierćfinał     | Półfinał        | Finał           | Finał           |
| Igrzyska | Konkurencja | Walki przegrane | Walki przegrane | Walki przegrane | Walki przegrane | Miejsce         |
| -------- | ----------- | --------------- | --------------- | --------------- | --------------- | --------------- |
| LIO 1908 | Szpada      | 3               | → Nie awansował | → Nie awansował | → Nie awansował | → Nie awansował |
| LIO 1908 | Szabla      | 5               | → Nie awansował | → Nie awansował | → Nie awansował | → Nie awansował |
| LIO 1912 | Floret      | 5               | → Nie awansował | → Nie awansował | → Nie awansował | → Nie awansował |
| LIO 1912 | Szpada      | 5               | → Nie awansował | → Nie awansował | → Nie awansował | → Nie awansował |
| LIO 1912 | Szabla      | 2               | → Nie awansował | → Nie awansował | → Nie awansował | → Nie awansował |